# Лукреция д’Есте
Лукреция д’Есте (на италиански: Lucrezia d’Este; * 16 декември 1535, Ферара, Херцогство Ферара; † 12 февруари 1598, пак там) от рода Есте е принцеса на Ферара, Модена и Реджо и чрез брак херцогиня на Урбино от 1570 до 1578 г. 
Една от най-образованите жени на своето време, тя покровителства учени и поети. Преговорите, които започва със Светия престол, запазват управляващия статут и титлата на херцози на Модена и Реджо за Дом Есте.

## Произход
Тя е дъщеря на Ерколе II д’Есте (* 1508, † 1559), католик, херцог на Ферара, Модена и Реджо, и на съпругата му хугенотката Рене Френска (* 1510, † 1575), херцогиня на Шартър, графиня на Жизор и собственичка на Монтаржи. Нейни дядо и баба по бащина линия са Алфонсо I д’Есте, херцог на Ферара, Модена и Реджо, и Лукреция Борджия, а по майчина – френският крал Луи XII и Анна Бретонска. Има двама братя и две сестри:
- Анна (* 1531, † 1607), херцогиня на Омал и Гиз като съпруга на Франсоа I Лотарингски и херцогиня на Немур като съпруга на Жак Савойски-Немур;
- Алфонсо II (* 1533, † 1597), последен 5-и херцог на Ферара, Модена и Реджо, съпруг на Лукреция де Медичи, Барбара Австрийска и Маргарита Гонзага;
- Елеонора (*1537, † 1581);
- Луиджи (* 1538, † 1586), кардинал и епископ на Ферара

## Биография

### Ранни години
Лукреция е родена във Ферара през 1535 г. Кръстена е на баба си по бащина линия Лукреция Борджия. Благодарение на усилията на херцогинята, която кани талантливи учители в двора за децата, Лукреция, заедно със сестрите си Анна и Елеонора, получава отлично образование. Принцесите изучават древни и съвременни езици, класическа литература, философия и поетика, музика и вокал. Учители на Лукреция са хуманистите Олимпия Фулвия Мората, Франческо Порто, Аонио Палеарио, Бартоломео Ричи. 

Тя обича театъра и покровителства учени и поети като философа Франческо Патрици и поета Торкуато Тасо. Тасо посвещава редица стихотворения на Лукреция и Елеонора, нейната по-малка сестра.
Животът на принцесата се променя малко след смъртта на баща ѝ през 1559 г., когато майка ѝ се връща в родината си. Лукреция обича придворните церемонии и не се лишава от удоволствия. Започва любовна афера с капитана на херцогската конна гвардия граф Ерколе Контрари. Връзката им продължава и след брака ѝ. След като научава за това, на 2 август 1575 г. херцог Алфонсо II нарежда двамата да бъдат доведени при него в дворец във Ферара, а когато са докарани, той нарежда любовникът ѝ-граф да бъде удушен пред очите ѝ. Това обаче не се отразява на навиците на Лукреция. Известно време по-късно тя започва любовна афера с граф Луиджи Монтекуколи.

### Нещастен брак
Лукреция дълго време остава неомъжена. На 35 г. тя се съгласява да се омъжи за престолонаследника на Урбино Франческо Мария II дела Ровере, който е в началото на 20-те си г. Решението ѝ да се омъжи е свързано с интересите на династията. В случай на изчезване на мъжките наследници в главния клон на Дом Есте неговите владения трябва да се върнат на Папската държава. Херцог Алфонсо II, брат на Лукреция, няма мъжки наследници. Единственият, който може да го наследи, е братовчед му Чезаре, извънбрачен син на маркграф Алфонсо, на свой ред извънбрачен син на нейния дядо херцог Алфонсо I. По този начин брачният съюз между домовете Есте и Дела Ровере трябва да покаже взаимна подкрепа между двете династии в случай на нужда.
На 18 февруари 1570 г. във Ферара се състои сватбена церемония, след което двойката заминава за Пезаро. Зестрата на Лукреция е 150 хил. дуката. Отношенията на принцесата с нейния свекър са добри. Гуидобалдо II не пречи на интересите на снаха си към поезията, музиката и театралните представления. Когато след смъртта на баща си на 28 септември 1574 г. престолонаследникът под името става новият херцог на Урбино, Лукреция получава титлата на херцогиня. Отношенията ѝ с младия ѝ съпруг са трудни. Той без колебание сочи зрялата възраст на жена си и невъзможността да му роди наследник въпреки факта, че самият той я заразява със сифилис.
През тези години голяма утеха за Лукреция е нейното приятелство с Торкуато Тасо, който по време на служба отсяда в двора на херцогинята в Пезаро и Урбания. 

### Късни години и смърт
След осем години брак, с посредничеството на кардинал Карло Боромео, херцогът и херцогинята на Урбино най-накрая успяват да се разделят. На 31 август 1578 г. Светият престол разрешава на съпрузите да заживеят отделно, но бракът им не е анулиран. Лукреция се завръща във Ферара, като по същество продължава да остане съпруга на херцога на Урбино. Едва след нейната смърт овдовелият съпруг може да сключи нов брак, от който да има наследник. Оставяйки я във фактически брак, Светият престол преследва свои цели. Подобно на Дом Есте при липсата на мъжки наследник в главния клон на Дом Дела Ровере владенията на тази династия трябва да се върнат на Папската държава. Лукреция е важен съюзник на Папската държава по този въпрос. Тя се опита да накара Светия престол да признае нейния копелен братовчед за законен наследник на имотите на рода Есте. Самият Чезаре, след смъртта на Алфонсо II, бяга от Ферара, страхувайки се както от отлъчване от Църквата, така и от папската армия. Лукреция успява да постигне споразумение с папа Климент VIII. Плодът на нейните усилия е Съборът във  Фаенца от 13 януари 1598 г. за признаването на херцогствата Модена и Реджо от Светия престол за Чезаре в замяна на влюкчването на Херцогство Ферара в Папската държава. Така Есте успяват да запазят статута си на управляващ дом.
През последните години от живота си Лукреция има здравословни проблеми. Тя умира в родния си град на 12 февруари 1598 г. и е погребана в църковната гробница в монастира „Корпус Домини“ във Ферара, където вече са гробовете на нейния брат, баща и дядо на херцозите, по-малката сестра и баба ѝ, на когото е кръстена.